# Zsolt Lőw
Zsolt Lőw [ˈʒolt løːv] (* 29. April 1979 in Budapest) ist ein ehemaliger ungarischer Fußballspieler und jetziger -trainer. In seiner Spielerlaufbahn kam er hauptsächlich als linker Verteidiger zum Einsatz, agierte jedoch auch im linken Mittelfeld oder als Innenverteidiger.

## Spielerkarriere
Er begann seine Fußballlaufbahn beim Budapester Klub Újpest Budapest. Mit 17 Jahren debütierte er in der Profimannschaft beim UEFA-Pokal-Spiel gegen den FC Brügge. 2002 gewann er mit Újpest den ungarischen Pokal.
2002 wechselte er in die Bundesliga zu Energie Cottbus. Hier absolvierte er 31 Spiele und stieg am Ende der Saison mit Cottbus in die 2. Bundesliga ab. Lőw blieb bei den Lausitzern und absolvierte in den beiden Folgespielzeiten insgesamt 48 Zweitliga-Spiele, in denen er fünf Tore erzielte. Zur Saison 2005/06 wechselte Lőw zum Ligakonkurrenten Hansa Rostock und absolvierte dort elf Spiele.
Nach nur einer Saison verließ er die Hanseaten und schloss sich dem Regionalligisten TSG 1899 Hoffenheim an. Er kam elfmal zum Einsatz und stieg mit den Badenern als Tabellenzweiter in die 2. Bundesliga auf. 2008 gelang ihm mit Hoffenheim der Aufstieg in die Bundesliga. Zur Rückrunde der Saison 2008/09 wechselte Lőw zum 1. FSV Mainz 05. Nach Ablauf seines Vertrages 2011 beendete er seine Profikarriere, da er der körperlichen Belastung nicht mehr gewachsen war.
Für die ungarische Fußballnationalmannschaft spielte er 25-mal und erzielte ein Tor.

## Trainerkarriere
Seine Trainerkarriere begann Lőw ein Jahr später als Co-Trainer von Peter Zeidler beim FC Liefering in der Regionalliga West, der dritten Leistungsstufe im österreichischen Fußball. Mit den Lieferingern stieg er in die zweitklassige Erste Liga auf. 2014 wechselte er zum FC Red Bull Salzburg, mit dem der FC Liefering als Farmteam verbunden ist, und wurde Nachfolger von Oliver Glasner als Co-Trainer des neu verpflichteten Trainers Adi Hütter, der die Salzburger zur erneuten Meisterschaft führte.
Zur Saison 2015/16 wechselte Lőw als Co-Trainer zum damaligen deutschen Zweitligisten RB Leipzig und stieg mit der Mannschaft 2016 in die Bundesliga auf.
Im Sommer 2018 wurde er als Co-Trainer von Thomas Tuchel von Paris Saint-Germain verpflichtet. Er gewann unter Tuchel bei PSG als Co-Trainer zweimal den französischen Supercup, zweimal die französische Meisterschaft, einmal den französischen Pokal und einmal den französischen Ligapokal. Ende Dezember 2020 wurden die Verträge von Tuchel und seinem Trainerteam aufgelöst.
Ab Ende Januar 2021 war Lőw Co-Trainer unter Cheftrainer Tuchel beim FC Chelsea. Mit den Londonern gewann er die UEFA Champions League 2020/21. Nach einer 0:1-Niederlage gegen Dinamo Zagreb am 1. Spieltag der UEFA Champions League 2022/23 wurde er gemeinsam mit Tuchel freigestellt.
Im März 2023 wurde Lőw unter Tuchel Co-Trainer beim FC Bayern München. Sie amtierten bis zum Ende der Saison 2023/24.
Ende Januar 2025 wurde Lőw Head of Soccer Development bei der Red Bull GmbH, womit er Jürgen Klopp zuarbeitet. Ende März 2025 kehrte er zu RB Leipzig zurück und wurde nach der Trennung von Marco Rose bis zum Ende der Saison 2024/25 interimsweise Cheftrainer der Profimannschaft. Diese stand nach dem 27. Spieltag auf dem 6. Platz und hatte drei Punkte Rückstand auf einen Champions-League-Platz. Sein erstes Spiel als Cheftrainer absolvierte Löw im Halbfinale des DFB-Pokals, das die Leipziger gegen den VfB Stuttgart verloren. In der Liga holte die Mannschaft unter Lőw aus den letzten sieben Spielen neun Punkte. Dabei blieb man allerdings in den letzten fünf Spielen sieglos (drei Unentschieden, zwei Niederlagen), sodass man auf dem 7. Platz das internationale Geschäft komplett verpasste.

## Erfolge als Spieler
- Ungarischer Pokalsieger: 2002 (Újpest Budapest)
- Aufstieg in die Bundesliga (2): 2008 (TSG 1899 Hoffenheim), 2009 (1. FSV Mainz 05)
- Aufstieg in die 2. Bundesliga: 2007 (TSG 1899 Hoffenheim)